# Chaetolepis thymifolia
Chaetolepis thymifolia är en tvåhjärtbladig växtart som beskrevs av José Jéronimo Triana. Chaetolepis thymifolia ingår i släktet Chaetolepis och familjen Melastomataceae.
Artens utbredningsområde är Colombia. Inga underarter finns listade i Catalogue of Life.